# Javadiyeh
Javadiyeh est un quartier du sud de la capitale iranienne, Téhéran.